# مدرسه پزشکی ییل
مدرسه پزشکی ییل یکی از مدرسه‌های دانشگاه ییل در ایالت کنتیکت آمریکاست. این مدرسه خصوصی در سال ۱۸۱۰ بنیانگذاری شده‌است. ۲۵ نفر از اعضاء هیئت‌علمی این مدرسه عضو آکادمی ملی علوم آمریکا هستند.

## تاریخچه

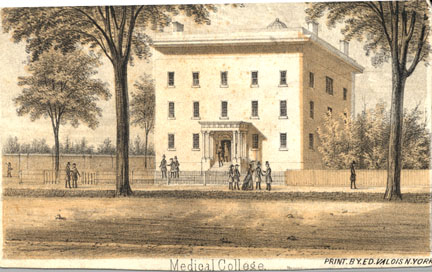
ساختمان اولیه مدرسه که پیش از آن هتل بود و بعدها برای مدرسه خریداری شد

برای اولین بار رئیس دانشگاه ییل، ازرا استیلز، ایده آموزش پزشکان در دانشگاه را مطرح کرد و پس از جانشینیش تیموتی دوایت مدرسه پزشکی را پایه‌گذاری کرد. مدرسه به طور رسمی در سال ۱۸۱۳ شروع به کار کرد. ناتان اسمیت و بنیامین سیلیمان اولین استادان دانشگاه بودند. سیلیمان شیمی‌دان بود و به طور همزمان در کالج ییل و مدرسه پزشکی تدریس می‌کرد.

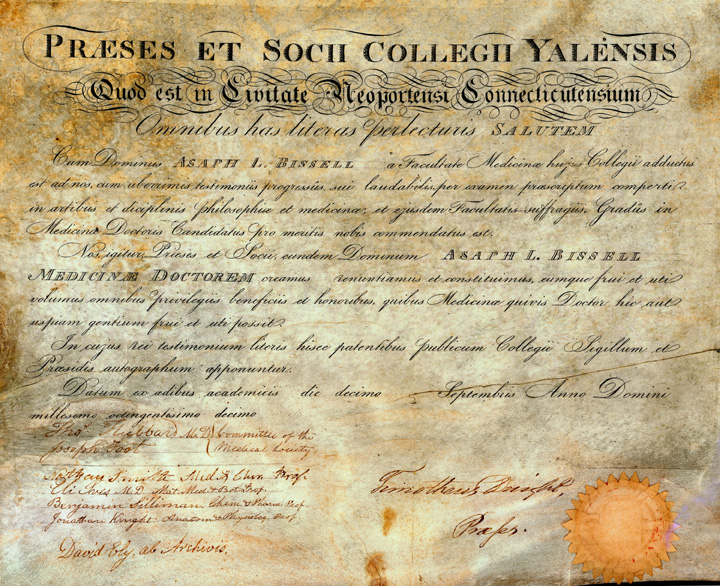
نمونه گواهی‌نامه‌های مدرسه برای پزشکان دوره ۱۸۱۵ که امضای ۴ استاد و تیموتی دوایت را دارد.